# Patsy Cline
Virginia Patterson Hensley (Winchester, Virginia, 8 september 1932 – Camden, Tennessee, 5 maart 1963) was een Amerikaanse countryzangeres. Ondanks haar zeer korte leven (ze werd maar 30 jaar oud) was ze een van de meest invloedrijke countryzangeressen in de geschiedenis van de Amerikaanse popmuziek.

## Biografie
Cline was de achternaam van haar eerste man, Gerald Cline, een bouwmagnaat. Ze trouwde in 1953 met hem, en scheidde in 1957. Onder zijn achternaam was ze inmiddels echter zo bekend geworden dat ze die naam aanhield als artiestennaam. In 1957 hertrouwde ze met Charles Allen Dick. Met hem kreeg ze in 1958 een dochter (Julia) en in 1961 een zoon (Allen Randolph).

### Rijzende ster
Cline werd op slag beroemd nadat ze het nummer Walkin' After Midnight opvoerde tijdens een talentenjacht op tv, de Arthur Godfrey's Talent Scouts. Ze werd de hoofdact in de countryshow Grand Ole Opry in 1960, waarmee voor haar een droom uitkwam. Hoewel ze haar carrière begon in de rockabilly-stijl, werd het al snel duidelijk dat Clines stem zich beter leende voor country/pop cross-overmuziek, met name romantische liefdesliedjes. Een van de liedjes waarmee ze wereldberoemd werd, was het door Willie Nelson geschreven Crazy. Andere bekende liedjes zijn onder andere I Fall To Pieces en Sweet Dreams.
Clines producent was Owen Bradley van Decca (Records), later bekend als de platenmaatschappij MCA. Bradley produceerde ook artiesten als Loretta Lynn, Jim Reeves en Brenda Lee. Cline werd een van de weinige vrouwelijke artiesten die optraden in Carnegie Hall in New York, en was de eerste vrouw die een eigen show kreeg in Las Vegas. Ze trad ook op in de Hollywood Bowl.

### Auto-ongeluk
Op 14 juni 1961 raakten Cline en haar broer betrokken bij een frontale aanrijding. Cline werd door de voorruit geslingerd en raakte zeer ernstig gewond. Met onder andere een zware hoofdwond, een gebroken pols en een ontwrichte heup moest Cline een maand in het ziekenhuis blijven. Cline droeg de rest van haar leven pruiken om het litteken te verbergen, en een verband om haar voorhoofd om de druk te verlichten.

### Clines dood
Cline kwam op dertigjarige leeftijd om het leven bij een vliegtuigongeluk in Camden, Tennessee, op 5 maart 1963. Ze was op de terugweg van een optreden in Kansas City (Missouri). Ook haar collega-countryzangers Hawkshaw Hawkins, Randy Hughes en Cowboy Copas kwamen hierbij om het leven. Een andere countryartiest, Jack Anglin, kwam om het leven bij een auto-ongeluk terwijl hij onderweg was naar Clines begrafenis.

## Nalatenschap
Cline heeft een ster op de Hollywood Walk of Fame en was de eerste vrouw die een plaats kreeg in de Country Music Hall of Fame in 1973. In 1995 kreeg ze postuum een Grammy Award uitgereikt voor haar hele oeuvre.

## Discografie

### Albums
- Patsy Cline 1957
- Showcase 1961
- Sentimentally Yours 1962
- A Portrait 1964
- That's How a Heartache Begins 1965
- Always 1980

### Singles
- A Church, A Courtroom, and Then Goodbye 1955
- Hidin' Out 1955
- I Love You, Honey 1956
- I've Loved and Lost Again 1956
- Walkin' after Midnight 1957
- A Poor Man's Roses 1957
- Today, Tomorrow and Forever 1957
- Three Cigarettes in an Ashtray 1957
- I Don't Wanta 1957
- Stop the World 1958
- Come On In 1958
- I Can See an Angel 1958
- If I Could See the World 1958
- Yes, I Understand 1959
- Gotta Lot of Rhythm in My Soul 1959
- Lovesick Blues 1960
- Crazy Dreams 1960
- I Fall to Pieces 1961
- Crazy 1961
- Who Can I Count On? 1961
- She's Got You 1962
- Strange 1962
- When I Get Thru With You 1962
- Imagine That 1962
- So Wrong 1962
- You're Stronger Than Me 1962
- Heartaches 1962
- Why Can't He Be You? 1962
- Never no More 1963
- Honky tonk merry-go-round 1963
- Leavin' On Your Mind 1963
- Sweet Dreams 1963
- Faded Love1963
- When You Need A Laugh 1963
- Your Kinda Love 1964
- That's How a Heartache Begins 1964
- He Called Me Baby 1964
- Your Cheatin' Heart 1965
- South of the Border 1965
- I Love You So Much It Hurts 1965
- Shoes 1966
- You Were Only Foolin 1966
- That's My Desire 1966
- You Took Him Off My Hands 1967
- True love 1967
- Always 1968
- You Made Me Love You 1968
- Anytime 1968
- Crazy Arms 1969
- Always 1980
- I Fall to Pieces 1980
- Have You Ever Been Lonely 1981 (duet met Jim Reeves)
- I Fall to Pieces 1982 (duet met Jim Reeves)

### NPO Radio 2 Top 2000
| Nummer met noteringen in de NPO Radio 2 Top 2000 | '99  | '00  | '01  | '02 | '03  | '04  |
| ------------------------------------------------ | ---- | ---- | ---- | --- | ---- | ---- |
| Crazy                                            | 1128 | 1822 | 1499 | -   | 1528 | 1932 |

1. ↑  Een '-' betekent dat het nummer niet was genoteerd en een vetgedrukt getal geeft de hoogste notering aan.
2. ↑  Deze tabel is bijgewerkt tot en met de laatste editie (2024).